# Sinjar (distrikt)
Sinjar är ett distrikt i Irak.   Det ligger i provinsen Ninawa, i den nordvästra delen av landet, 400 km nordväst om huvudstaden Bagdad. Arean är 2,9 kvadratkilometer.
Terrängen i Sinjar är platt.
Följande samhällen finns i Sinjar:
- Sinjar